# Pierre-Firmin Capmartin

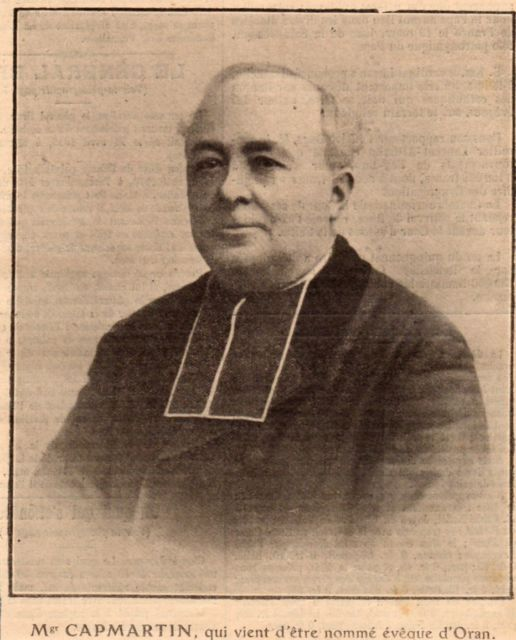
Bischof Pierre-Firmin Capmartin

Bischofswappen von Bischof Pierre-Firmin Capmartin

Pierre-Firmin Capmartin (* 22. Juli 1855 in Cenon, Zweites Kaiserreich; † 25. Dezember 1914 in Oran, Französisch-Nordafrika) war ein französischer Geistlicher und römisch-katholischer Bischof von Oran.

## Leben
Pierre-Firmin Capmartin empfing am 20. Dezember 1879 das Sakrament der Priesterweihe für das Erzbistum Bordeaux.
Am 19. Februar 1911 wurde er zum Bischof von Oran ernannt. Die Bischofsweihe spendete ihm am 18. April desselben Jahres der Erzbischof von Bordeaux, Pierre-Paulin Kardinal Andrieu; Mitkonsekratoren waren der Apostolische Vikar von Senegambia, Magloire-Désiré Barthet CSSp, und der Bischof von Poitiers, Henri Pelgé.
Bischof Pierre-Firmin Capmartin blieb bis zu seinem Tod am Christtag 1914 als Bischof im Amt.